# 고하라 노보루
고하라 노보루(일본어: 小原 昇, 1983년 7월 22일 ~ )는 일본의 전 축구 선수이다.

## 구단 경력
과거 교토 퍼플 상가, 도치기 SC에서 활동하였다.